# Sambas de Enredo 2011
Sambas de Enredo 2011 é um álbum com as músicas das escolas de samba do Grupo Especial do Rio de Janeiro para o carnaval de 2011. Foi lançado em 23 de novembro de 2010, pela Universal Music em parceria com a Gravasamba. O disco foi gravado entre outubro e novembro de 2010, após as agremiações realizarem suas disputas de samba-enredo. Na primeira fase da produção, foram gravadas ao vivo, na Cidade do Samba, a bateria das escolas e o coro com a participação das comunidades. Na segunda fase, foram gravadas as bases de cavaco e violão no estúdio Cia. dos Técnicos, em Copacabana, no Rio. No mesmo local, foram gravadas as vozes dos intérpretes, encerrando a terceira fase, antes da mixagem e masterização. O álbum foi produzido por Laíla e Mário Jorge Bruno, com direção artística de Zacarias Siqueira de Oliveira, e arranjos musicais de Alceu Maia e Jorge Cardoso. Entre as novidades do álbum está a interlocução entre os cantores (um chama o outro) e a gravação simulando uma continuidade, sem interrupção entre as faixas.
Campeã do carnaval de 2010, a Unidos da Tijuca estampa a capa do álbum e é a faixa de abertura do disco com um samba sobre o medo no cinema. Vice-campeã de 2010, a Grande Rio estampa a contracapa e tem um samba sobre a cidade de Florianópolis. A canção da Beija-Flor, em homenagem à Roberto Carlos, tem entre seus compositores Jr Beija-Flor, filho de Neguinho da Beija-Flor, intérprete oficial da escola. André Diniz assina o samba da Vila Isabel pela décima segunda vez, ultrapassando a marca de Martinho da Vila, com onze sambas na escola.
A obra do Salgueiro, sobre cinema e Rio de Janeiro, foi gravada pelos trio de intérpretes formado por Quinho, Leonardo Bessa e Serginho do Porto. O samba da Mangueira, em homenagem à Nelson Cavaquinho, não era o preferido da comunidade na disputa interna da escola, mas acabou fazendo sucesso no carnaval. A canção da Mocidade Independente aborda as festas ligadas à agricultura, enquanto a saúde é o tema da composição da Imperatriz Leopoldinense. O samba da Portela aborda as grandes navegações na história da Humanidade. Maria Clara Machado é homenageada na obra da Porto da Pedra, enquanto as teorias evolucionistas de Charles Darwin serviu como tema para a canção da União da Ilha. A São Clemente, campeã do Grupo de Acesso em 2010, fez a junção de dois sambas concorrentes, o que resultou numa obra de quatorze autores.
A safra de sambas recebeu críticas negativas dos especialistas. No Desfile das Escolas de Samba de 2011, apenas o samba da Mangueira recebeu nota máxima de todos os julgadores. A canção da Imperatriz foi a mais premiada do ano, recebendo três prêmios, incluindo o Estandarte de Ouro, considerado o "óscar do carnaval". Do seu lançamento até o carnaval de 2011, o álbum esteve entre os mais vendidos do Brasil, chegando a ocupar a primeira posição do Top 20 Semanal da ABPD. Com menos de dois meses de lançamento, foi o vigésimo álbum mais vendido no país em 2010.

## Antecedentes
Campeã do carnaval de 2010, a Unidos da Tijuca escolheu um enredo autoral de Paulo Barros sobre o medo no cinema. Vice-campeã de 2010, a Grande Rio manteve o carnavalesco Cahê Rodrigues, que desenvolveu um enredo sobre a cidade de Florianópolis. Após dois anos de negociações, a Beija-Flor decidiu homenagear o cantor e compositor Roberto Carlos, torcedor declarado da escola. A comissão de carnaval da escola foi mantida. Quarta colocada em 2010, a Unidos de Vila Isabel contratou Rosa Magalhães, que estava na União da Ilha. A carnavalesca desenvolveu um enredo sobre a importância do cabelo para as civilizações. O enredo do Salgueiro, desenvolvido por Renato Lage, Márcia Lage e o Departamento Cultural da escola, levou as histórias de filmes clássicos do cinema nacional e internacional para a cidade do Rio de Janeiro. A escola montou um trio de intérpretes, com Leonardo Bessa e Serginho do Porto se juntando à Quinho. A Mangueira trocou de carnavalescos, contratando a dupla Mauro Quintaes e Wagner Gonçalves. A escola decidiu homenagear Nelson Cavaquinho, morto em 1986. O cantor e compositor mangueirense completaria cem anos em 2011. A sinopse do enredo foi desenvolvida pelos carnavalescos da escola com a colaboração de Sergio Cabral e Beth Carvalho. A escola teve uma alteração no seu trio de intérpretes: Saiu Rixxah e entrou Ciganerey, que se juntou a Luizito e Zé Paulo Sierra.
A Mocidade Independente de Padre Miguel manteve o carnavalesco Cid Carvalho, que desenvolveu um enredo sobre festas ligadas à agricultura e agropecuária. A escola recebeu apoio e patrocínio Confederação Nacional de Agricultura (CNA). O enredo foi lançado na sexta-feira, dia 28 de maio de 2010, com uma festa na praça de eventos da Cidade do Samba. A Imperatriz Leopoldinense manteve o carnavalesco Max Lopes e escolheu um enredo sobre a saúde. A Portela contratou o carnavalesco Roberto Szaniecki, que desenvolveu, junto com a publicitária Marta Queiroz e o jornalista Cláudio Vieira, um enredo sobre a relação do homem com o mar. Unidos do Porto da Pedra escolheu homenagear a escritora brasileira Maria Clara Machado, morta em 2001. O enredo foi assinado pelo carnavalesco Paulo Menezes. A União da Ilha do Governador contratou o carnavalesco Alex de Souza, que no carnaval anterior estava na Vila Isabel. A agremiação escolheu um enredo sobre as teorias do naturalista Charles Darwin. A sinopse do enredo foi entregue aos compositores na sexta-feira, dia 23 de abril de 2010, na quadra da escola. Campeã do Grupo A de 2010, a São Clemente retornou ao Grupo Especial após dois anos no acesso. A escola contratou o carnavalesco Fábio Ricardo, que desenvolveu um enredo sobre os encantos da cidade do Rio de Janeiro. A sinopse do enredo foi desenvolvida por Fábio e pelo pesquisador Marcos Roza a partir da ideia original de Mauro Chaves. A escola efetivou Igor Sorriso, até então apoio do carro de som, à intérprete oficial.

## Escolha dos sambas
A São Clemente foi a primeira escola a definir seu samba-enredo para o carnaval de 2011. A final da disputa ocorreu na quadra da agremiação, na madrugada da sexta-feira, dia 8 de outubro de 2010, e foi acompanhada por cerca de quatro mil pessoas. A diretoria da escola optou por unir duas composições concorrentes. Com isso, o samba oficial foi assinado por quatorze compositores: Helinho 107, Ricardo Góes, Cláudio Filé, Naldo, Armandinho do Cavaco, FM, Nelson Amatuzzi, Grey, Fábio Portugal, Serginho Machado, Rodrigo Maia, Flavinho Segal, J.J. Santos e Junior Fionda.
A Mangueira foi a segunda agremiação a escolher o samba para o carnaval do ano seguinte. O resultado da disputa foi anunciado às quatro horas e quinze minutos da manhã do domingo, dia 10 de outubro de 2010. O resultado foi recebido com surpresa pelo público presente na quadra por derrotar as duas parcerias favoritas, de Fábio Costa e de Hélio Turco. A decisão foi tomada pelo presidente da agremiação, Ivo Meirelles, que no ano anterior também recebeu críticas por escolher o samba vencedor sozinho, sem comissão julgadora como as demais escolas. Segundo Ivo, a bateria da escola foi consultada e concordou com a escolha. A vitória foi dos compositores Alemão do Cavaco, Rifai, Pê Baianinho, Xavier, Cesinha Maluco e Aílton Nunes. Todos venceram pela primeira vez. Dos seis compositores, quatro são paulistas. Alemão é autor de oito sambas da Gaviões da Fiel e participava da disputa da Mangueira pela terceira vez. Entre os dois cariocas do grupo está Cesinha Maluco, porteiro da quadra da escola, que tentava emplacar um samba-enredo na Mangueira desde 1972. O outro carioca, Aílton Nunes, era ritmista da escola e em janeiro de 2011, faltando menos de dois meses para o carnaval, foi promovido à diretor de bateria da agremiação. Dias após a final, a escola realizou modificações na letra da obra, principalmente no refrão central.
"É um samba todo em primeira pessoa. E cada componente da Mangueira vai entrar na Sapucaí como se fosse Nelson Cavaquinho. Será a reencarnação dele. Nelson Cavaquinho se torna imortal a partir do carnaval."
—Ivo Meirelles, presidente da Mangueira.

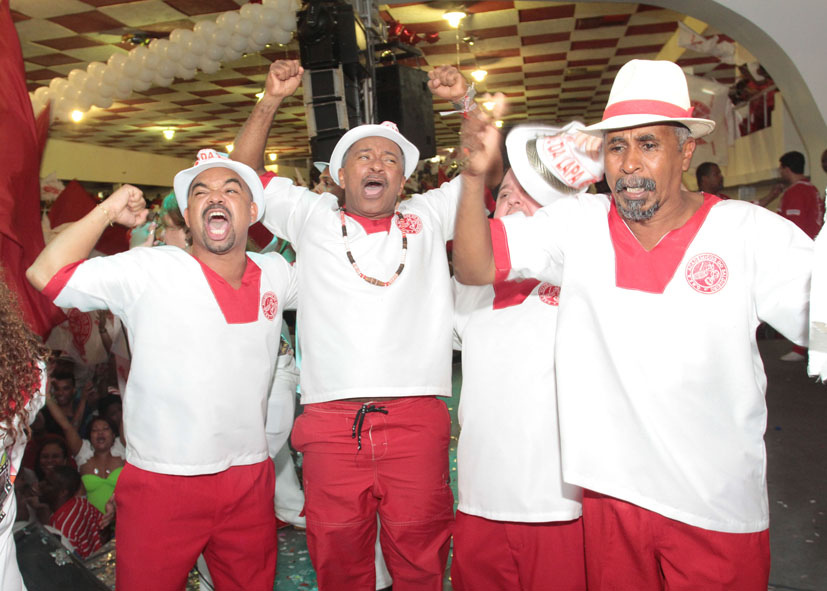
Os compositores do Salgueiro comemoram a vitória da disputa.

Mais de seis mil pessoas acompanharam a final da disputa do Salgueiro, na quadra da agremiação, no Andaraí. O resultado final foi anunciado por volta das quatro horas e trinta minutos da terça-feira, dia 12 de outubro de 2010. A direção da escola inovou ao anunciar os votos de cada segmento. O samba vencedor, dos compositores Dudu Botelho, Miudinho, Anderson Benson e Luiz Pião recebeu nove votos contra três votos para o samba da parceria de Moisés Santiago (incluindo o voto do carnavalesco, Renato Lage) e um voto para o samba da parceria de de Xande de Pilares. Dos vencedores, Dudu e Luiz ganharam pela terceira vez. Os dois também são autores dos sambas de 2007 e 2008 da escola. Morador do Morro do Salgueiro, Miudinho venceu uma disputa pela primeira vez. Fazia vinte anos que um morador da comunidade não vencia a disputa de samba da escola. Para chegar à final, a parceria vencedora teve um gasto de aproximadamente sessenta mil reais.
"As escolhas são sempre muito questionadas nas escolas, por isso resolvemos adotar essa forma de votação, onde todos os votos são revelados. Com isso, a responsabilidade dos integrantes aumenta ainda mais, porque todos são responsáveis pelo sucesso ou pelo fracasso do desfile. Isso é democracia e todos devem respeitar a opinião do outro."
—Marcelo Montero, vice-presidente executivo do Salgueiro.

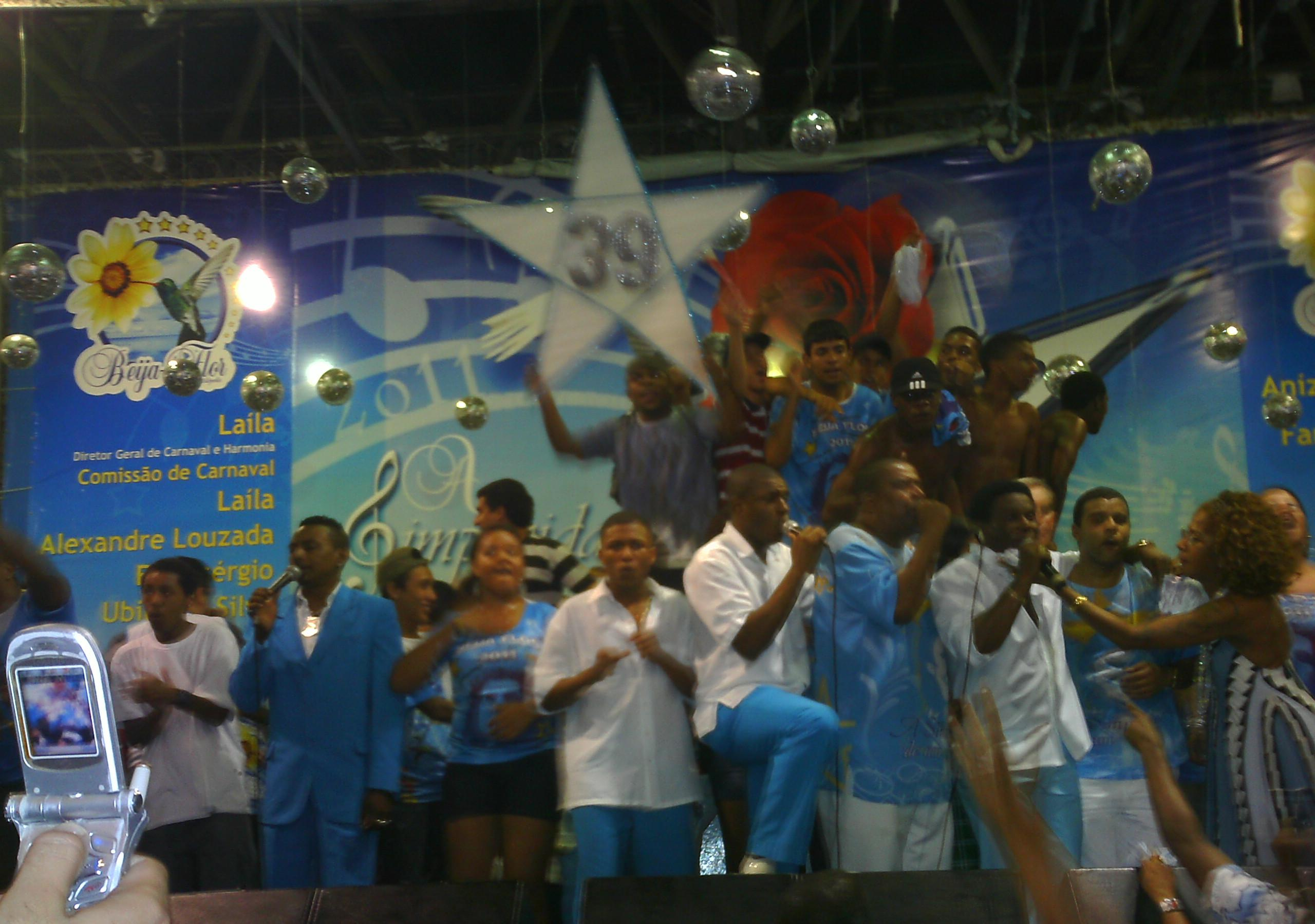
Nêgo, Neguinho da Beija-Flor e Jr Beija-Flor cantam o samba campeão.

A quarta disputa de samba finalizada foi da Beija-Flor. A disputa teve início em agosto, com um total de 54 composições inscritas. Erasmo Carlos inscreveu um samba composto por ele junto com o maestro Eduardo Lages e o compositor Paulo Sérgio Valle. A obra foi eliminada antes da semifinal da disputa. Três obras chegaram à final. O resultado foi divulgado após as três horas da madrugada da sexta-feira, dia 15 de outubro de 2010. Venceu a parceria de Samir Trindade, Serginho Aguiar, Jr Beija-Flor, Sidney de Pilares, Jorginho Moreira, Théo M. Netto, Kleber do Sindicato e Marcelo Mourão. Samir e Serginho venceram também no ano anterior. Aos 28 anos, Jr Beija-Flor ganhou sua primeira disputa, após dez anos de tentativas. O compositor é filho do intérprete da escola, Neguinho da Beija-Flor. Irmão de Neguinho e tio de Jr, Nêgo foi o responsável por cantar o samba na disputa. Após o resultado divulgado, Neguinho se emocionou ao cantar o samba campeão. Mais de oito mil pessoas passaram pela quadra da escola em Nilópolis. Homenageado do enredo, o cantor Roberto Carlos não compareceu ao evento devido à compromissos profissionais.
"Tínhamos na final dois sambas que dividiram a preferência dos segmentos. Como sempre, toda a comunidade foi ouvida. A decisão foi por critérios técnicos e estou confiante que a Beija-Flor continuará recebendo notas máximas dos julgadores de samba-enredo, como vem acontecendo nos últimos 15 anos. Espero que o Roberto (Carlos) goste do samba e de tudo o que está sendo feito para ele."
—Laíla, carnavalesco e diretor de carnaval e harmonia da Beija-Flor.
Cerca de cinco mil pessoas acompanharam a final de disputa da Porto da Pedra, na quadra da escola, em São Gonçalo. O resultado foi divulgado na madrugada do sábado, dia 16 de outubro de 2010. O samba da parceria de Bira, Diego Ferreiro, Robinho e Porkinho foi escolhido vencedor. Foi a quarta vitória de Porkinho na Porto da Pedra. A Portela também realizou sua final na madrugada do sábado, dia 16. O então prefeito do Rio e torcedor declarado da escola, Eduardo Paes, esteve presente na quadra. A vitória da parceira de Júnior Escafura, Gilsinho, Wanderley Monteiro, Luiz Carlos Máximo e Naldo foi anunciada pelo diretor de harmonia Alex Fab às cinco horas e trinta minutos da manhã de sábado. Diretor de harmonia e presidente da ala de compositores da escola, Escafura venceu a disputa da Portela pela quinta vez, igualando a marca de Noca da Portela. Na final, Escafura venceu a parceria de Diogo Nogueira, com quem assinou os três sambas anteriores da escola. A derrota de Diogo interrompeu a sequencia de vitórias do compositor, que desde 2007 vencia as disputas da Portela.

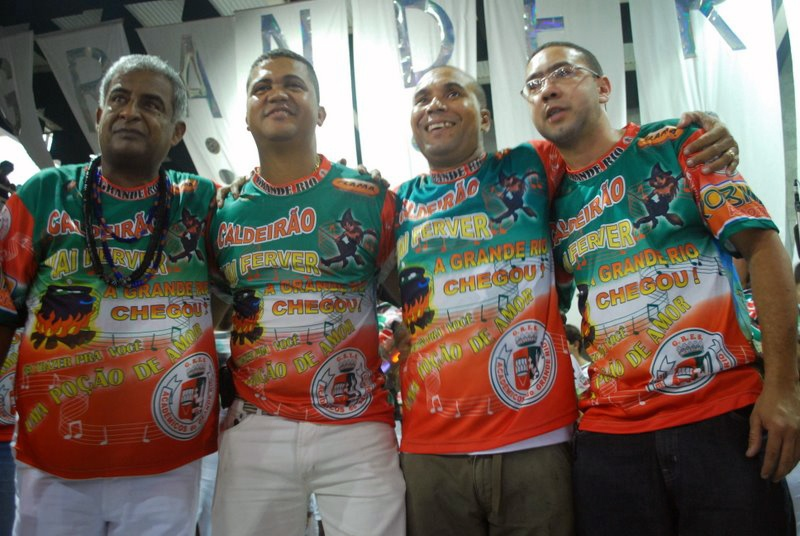
Os compositores vencedores da disputa da Grande Rio.

Três escolas realizaram suas finais de samba-enredo na madrugada do domingo, dia 17 de outubro de 2010. Na Grande Rio, a parceria de Edispuma, Licinho Jr., Marcelinho Santos e Foca derrotou outras três obras concorrentes. Foi a segunda vitória de Licinho, que também ganhou em 2005. Às seis horas e quinze minutos do domingo, a Vila Isabel anunciou a vitória do samba composto por André Diniz, Leonel, Prof. Wladimir, Arthur das Ferragens e Pinguim. O professor de História André Diniz venceu a disputa da Vila pela décima segunda vez, superando a quantidade de vitórias de Martinho da Vila (onze vezes campeão), ficando atrás apenas de Paulo Brazão (campeão dezessete vezes). Campeã do carnaval de 2010, a Unidos da Tijuca escolheu como vencedor o samba de Júlio Alves e Totonho, mesmos compositores do samba campeão de 2010. Foi a quinta vitória de Júlio e a quarta de Totonho na Tijuca. Mais de quatro mil pessoas assistiram a final na quadra da escola, no Clube dos Portuários.
"É como se fosse a primeira vez, mesmo depois de tantas vitórias. E ser autor da primeira faixa do CD é o sonho de todo compositor."
—Júlio Alves, pela quinta vez compositor de um samba da Tijuca.
Na União da Ilha do Governador, venceu a parceria de Gugu das Candongas, Marquinhus do Banjo, João Paulo, Márcio André Filho, Arlindo Neto e Ito Melodia. O resultado final foi divulgado à uma hora e quarenta minutos da madrugada da segunda-feira, dia 18 de outubro de 2010. Filho do cantor e compositor Arlindo Cruz, Arlindo Neto venceu sua segunda disputa na escola. Intérprete da agremiação, Ito Melodia venceu a terceira disputa na Ilha. Na mesma data, a Mocidade Independente de Padre Miguel fez a final de sua disputa. O resultado foi divulgado na manhã da segunda-feira, dia 18. Venceu a parceria de J. Giovanni, Zé Glória e Hugo Reis, os mesmos compositores do samba do ano anterior.
A Imperatriz Leopoldinense foi a última agremiação a definir seu samba-enredo. Com sua quadra em obras, a escola realizou a final da disputa no Olaria Atlético Clube. Cerca de cinco mil pessoas compareceram ao evento. Quatro parcerias estavam na disputa. O anúncio do samba campeão foi feito pelo diretor de carnaval da agremiação, Wagner Araújo, por volta de uma hora da manhã da terça-feira, dia 19 de outubro de 2010. Venceram os compositores Flavinho, Me leva, Gil Branco, Tião Pinheiro e Drummond. Foi a terceira vitória de Me Leva na Imperatriz, que junto com Flavinho e Gil Branco, também assinou o premiado samba do ano anterior ("Brasil de Todos os Deuses").

## Gravação, produção e lançamento

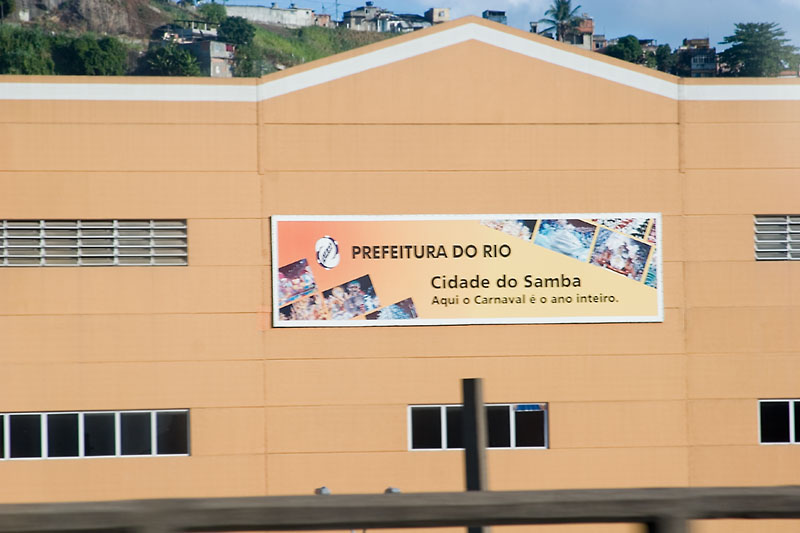
Cidade do Samba, onde foi gravado, ao vivo, parte do álbum.

O álbum foi produzido por Laíla e Mário Jorge Bruno, com direção artística de Zacarias Siqueira de Oliveira, e arranjos musicais de Alceu Maia e Jorge Cardoso. Foi gravado e produzido em menos de um mês. As gravações foram divididas em três fases: gravação da bateria e do coro da comunidade, ao vivo, na Cidade do Samba; gravação de cavaco e violão no estúdio; e gravação de voz dos intérpretes no estúdio. A gravação na Cidade do Samba foi dividida em quatro dias. Cada dia com três escolas. São Clemente, Beija-Flor e Salgueiro abriram os trabalhos na terça-feira, dia 19 de outubro de 2010, um dia após a final do concurso da Imperatriz Leopoldinense, última escola a escolher sua obra. Essa primeira fase, cada escola levou determinada quantidade de componentes para gravar o coro do samba. A Beija-Flor, por exemplo, levou quinhentos integrantes. Em relação ao ano anterior, a quantidade de ritmistas na gravação aumentou. Cada agremiação levou 50 componentes de sua bateria, ante 45 do ano anterior. Segundo o diretor Zacarias Siqueira de Oliveira, "os arranjos respeitaram a cadência de cada samba e as características de cada escola. Não teve maestro. Cada diretor de bateria foi responsável por mostrar no CD as afinações e as levadas que fazem a diferença de cada escola". Nas etapas posteriores, os intérpretes gravaram suas vozes na Cia. dos Técnicos Studio, em Copacabana. No dia 3 de novembro de 2010, todas as faixas já estavam mixadas, e o disco, pronto.
"Mixamos tudo em seis dias. Passávamos de 14 a 15 horas dentro do estúdio. Chegávamos de manhã e só saímos depois de meia-noite."
—Mário Jorge Bruno, um dos produtores do álbum.
Entre as novidades apresentadas pelo álbum está a interlocução entre os cantores. Ao final de cada samba, o intérprete chama o próximo a cantar. Assim, ao final da primeira faixa, Bruno Ribas chama Wantuir (faixa 2), que ao final de sua faixa, chama Neguinho da Beija-Flor (faixa 3), e assim por diante. A primeira faixa da Unidos da Tijuca, é apresentada por Jorge Perlingeiro. Entre o final de uma faixa e o início de outra não há interrupção do som, o que faz o álbum parecer que foi gravado de forma contínua.
"Desta forma, o ouvinte tem a impressão que está num show. O samba praticamente não para, o que enriqueceu muito o CD."
—Zacarias Siqueira, sobre a gravação do álbum.
O álbum chegou às lojas do Rio de Janeiro na terça-feira, dia 23 de novembro de 2010. No restante do país chegou no dia seguinte. No dia 2 de dezembro de 2010, reconhecido como Dia Nacional do Samba, a Liga Independente das Escolas de Samba (LIESA) promoveu uma festa para convidados na Cidade do Samba, para apresentação do álbum.

## Designvisual
Tradicionalmente, a capa do álbum e seu design visual remetem à escola campeã do carnaval anterior, enquanto a contracapa remete à vice-campeã. Na capa de Sambas de Enredo 2011 é utilizada uma imagem do fotógrafo Henrique Matos com a parte frontal do carro abre-alas da Unidos da Tijuca no carnaval de 2010, intitulado "E Assim Nasceram Muitos Segredos". A alegoria simbolizava a Biblioteca de Alexandria.
Além do título do álbum, a capa contém a inscrição "Tijuca Campeã", nas cores da escola, azul e amarelo. Fabio Oliveira é o responsável pela arte da capa. O CD também é amarelo, remetendo à Tijuca e o encarte contém as letras dos sambas com as bandeiras de cada escola.
A contracapa do álbum monstra uma imagem, também do fotógrafo Henrique Matos, com o carro abre-alas de 2010 da Grande Rio, intitulado "Das Arquibancadas ao Grande Camarote da Folia". Na imagem contém a inscrição "Grande Rio vice-campeã" e o nome das escolas que compõem o álbum, com letras e detalhes nas cores vermelho e branco. Fabiano Feroli e Alberto Vilar são os responsáveis pelo projeto gráfico.

## Faixas
Tradicionalmente a lista de faixas segue a ordem de classificação do carnaval anterior. A primeira faixa é da campeã de 2010, Unidos da Tijuca; a segunda é da vice-campeã, Grande Rio; e assim por diante. A última faixa é da escola que ascendeu do grupo de acesso, no caso, a São Clemente, campeã do Grupo A de 2010 e promovida ao Grupo Especial de 2011.
| N.º            | Título                                                                               | Compositor(es) | Intérpretes e participações                                    | Duração |  |
| 1.             | "Esta Noite Levarei Sua Alma" (Unidos da Tijuca)                                     | Julio Alves, Totonho | Bruno Ribas (Locução: Jorge Perlingeiro)                       | 6:22    |  |
| 2.             | "Y-Jurerê Mirim - A Encantadora Ilha das Bruxas (Um conto de Cascaes)" (Grande Rio)  | Edispuma, Licinho Jr., Marcelinho Santos, Foca | Wantuir                                                        | 4:39    |  |
| 3.             | "A Simplicidade de Um Rei" (Beija-Flor)                                              | Samir Trindade, Serginho Aguiar, Jr. Beija-Flor, Sidney de Pilares, Jorginho Moreira, Théo M. Netto, Kleber do Sindicato, Marcelo Mourão                                                    | Neguinho da Beija-Flor                                         | 6:48    |  |
| 4.             | "Mitos e Histórias Entrelaçadas pelos Fios de Cabelo" (Vila Isabel)                  | André Diniz, Leonel, Professor Wladimir, Artur das Ferragens, Pinguim | Tinga                                                          | 5:10    |  |
| 5.             | "Salgueiro Apresenta: O Rio no Cinema" (Salgueiro)                                   | Dudu Botelho, Miudinho, Anderson Benson, Luiz Pião | Quinho, Serginho do Porto e Leonardo Bessa                     | 5:54    |  |
| 6.             | "O Filho Fiel, Sempre Mangueira" (Mangueira)                                         | Alemão do Cavaco, Cesinha Maluco, Xavier, Ailton Nunes, Rifai, Pê Baianinho | Luizito, Zé Paulo Sierra e Ciganerey (Locução.: Beth Carvalho) | 6:13    |  |
| 7.             | "Parábola dos Divinos Semeadores" (Mocidade Independente de Padre Miguel)            | J. Giovanni, Zé Glória, Hugo Reis | Nêgo                                                           | 5:54    |  |
| 8.             | "Imperatriz Adverte: Sambar Faz Bem à Saúde" (Imperatriz Leopoldinense)              | Flavinho, Me Leva, Gil Branco, Tião Pinheiro, Drummond | Dominguinhos do Estácio                                        | 5:24    |  |
| 9.             | "Rio, Azul da Cor do Mar" (Portela)                                                  | Wanderley Monteiro, Gilsinho, Luiz Carlos Máximo, Junior Escafura, Naldo | Gilsinho                                                       | 6:01    |  |
| 10.            | "O Sonho Sempre Vem pra quem Sonhar..." (Porto da Pedra)                             | Bira, Robinho, Diego Ferreiro, Porkinho | Luizinho Andanças                                              | 5:46    |  |
| 11.            | "O Mistério da Vida" (União da Ilha)                                                 | Gugu das Candongas, Marquinhus do Banjo, João Paulo, Márcio André Filho, Ito Melodia, Arlindo Neto                                                                                          | Ito Melodia                                                    | 5:21    |  |
| 12.            | "O Seu, o Meu, o Nosso Rio, Abençoado por Deus e Bonito por Natureza" (São Clemente) | Helinho 107, Ricardo Góes, Cláudio Filé, Naldo, Armandinho do Cavaco, FM, Nelson Amatuzzi, Grey, Fábio Portugal, Serginho Machado, Rodrigo Maia, Flavinho Segal, J.J. Santos, Junior Fionda | Igor Sorriso                                                   | 5:06    |  |
| Duração total: | Duração total:                                                                       | Duração total: | Duração total:                                                 | 1:09:03 |  |

## Conteúdo musical
- 1. "Esta Noite Levarei Sua Alma" (Unidos da Tijuca)

O disco abre com uma locução de Jorge Perlingeiro anunciando Bruno Ribas e a escola "campeoníssima" de 2010, Unidos da Tijuca. O grito de guerra de Bruno é acompanhado de efeitos de suspense, como um lobo uivando. Apoiado no enredo proposto, o samba versa sobre Caronte (personagem mitológico que carregava as almas dos recém-mortos) levando o expectador para um passeio no cinema ("O filme já vai começar / Você foi convidado / Caronte no barco não pode esperar"). O expectador passeia por filmes nacionais e internacionais de vários gêneros e o samba dá a entender que a visita ao cinema não foi tão aterrorizante quanto Caronte planejava ("Coitado, o barqueiro entrou pelo cano / E brinca no meu carnaval"). A faixa termina com o intérprete agradecendo à comunidade tijucana, enquanto o coral grita "Tijuca" seguidamente.
- 2. "Y-Jurerê Mirim - A Encantadora Ilha das Bruxas (Um Conto de Cascaes)" (Grande Rio)

A faixa da Grande Rio é a menor do álbum e a única com menos de cinco minutos. Os compositores apostaram em versos curtos. A bateria com andamento acelerado também contribui para a rápida duração da obra. O samba é interpretado por Wantuir e faz referência à símbolos de Florianópolis, como os carijós e a Ponte Hercílio Luz ("Essa ponte é a luz da passarela / É obra-prima esse cartão-postal").
- 3. "A Simplicidade de Um Rei" (Beija-Flor)

A faixa da Beija-Flor é a maior do álbum, com quase sete minutos de duração. Assim como o enredo, o samba começa se reportando às lembranças de Roberto Carlos, quando criança, na cidade de Cachoeiro de Itapemirim ("A saudade vem pra reviver o tempo que passou / Ah, essa lembrança que ficou, momentos que não esqueci / Eu cheio de fantasias na luz do Rei menino, lá no seu Cachoeiro"). A seguir, a letra remete à Jovem Guarda e às canções "O Calhambeque" e "Amigo" ("E lá vou eu... De calhambeque a onda me levar / Na jovem guarda, o rock a embalar... Vivendo a paixão / Amigos de fé guardei no coração"). O refrão central do samba remete às canções românticas de Roberto e cita a música "Como É Grande o Meu Amor por Você", um dos maiores sucessos do cantor ("Quando o amor invade a alma... É magia / É inspiração pra nossa canção... Poesia / O beijo na flor é só pra dizer / Como é grande o meu amor por você!"). A segunda parte do samba começa fazendo referência à canção "As Curvas da Estrada de Santos" e contemplando o setor do enredo que trata da vida nas estradas ("Nas curvas dessa estrada, a vida em canções"). A seguir, a letra da obra remete ao setor do enredo que trata da natureza e das canções de Roberto em defesa da ecologia ("Chora viola nas veredas dos sertões / Lindo é ver a natureza / Por sua beleza, clamou em seus versos") e ao projeto "Emoções em Alto Mar" ("No mar navegam emoções / Sonhar faz bem aos corações"). Os versos seguintes fazem referência à religiosidade do cantor, com menção à música "Emoções" ("Na fé com o meu Rei seguindo / Outra vez estou aqui vivendo esse momento lindo / De todas as Marias vêm as bênçãos lá do céu / Do samba faço oração, poema, emoção"). O refrão principal do samba expressa a alegria da Beija-Flor em homenagear Roberto Carlos ("Meu Beija-Flor, chegou a hora / De botar pra fora a felicidade / Da alegria de falar do Rei / E mostrar pro mundo essa simplicidade"). A faixa é finalizada com Neguinho da Beija-Flor dedicando "com muita humildade" a homenagem "ao grande rei Roberto Carlos".
- 4. "Mitos e Histórias Entrelaçadas pelos Fios de Cabelo" (Vila Isabel)

A faixa da Vila Isabel começa com o coro da comunidade saudando a bateria da escola (Swingueira de Noel). Após a introdução, o intérprete Tinga solta seu grito de guerra e inicia a obra. O samba cita diversos personagens com histórias relacionadas à cabelos e perucas, como Shiva, Sansão, Dalila, Rapunzel e o Rei Sol. Chico Rei, escravo que escondia ouro no cabelo para comprar sua alforria, é lembrado no verso "Aqui... Entrelaçado em ouro vi florir... / A alforria, sonhos colorir".
- 5. "Salgueiro Apresenta: O Rio no Cinema" (Salgueiro)

A faixa do Salgueiro é interpretada por Quinho, Serginho do Porto e Leonardo Bessa. Na primeira passada do samba, os três intérpretes cantam partes diferentes, com Quinho apresentando os dois outros intérpretes antes deles cantarem. Na segunda passada, os três cantam juntos. O samba mistura clássicos do cinema nacional e internacional, localizando-os na cidade do Rio de Janeiro, como a cena do filme King Kong, em que o gorila se pendura no Empire State Building ("E o King Kong no relógio da Central") e a busca pelo tesouro da "Atlântida carioca" ("E o Tesouro da Atlântida / Foi abraçado pelo mar"), em que participam figuras do cinema nacional como Carmen Miranda, Madame Satã e Carlota Joaquina ("Onde Está? Diz aí / Carlota Joaquina veio descobrir / Na busca o bonde da Lapa, Madame Satã / Pequena Notável requebra até de manhã"). Também são citados outros filmes como Terra em Transe ("A Terra em transe mostrou visão singular") e Orfeu ("Em um simples instante / Orfeu vence as dores em som dissonante").
- 6. "O Filho Fiel, Sempre Mangueira" (Mangueira)

A faixa da Mangueira é aberta por Beth Carvalho lendo um pequeno texto em homenagem à Nelson Cavaquinho. O coro da comunidade faz uma saudação à Bateria Surdo Um e começa a cantar o refrão da obra. Os três intérpretes da escola se dividem, cantando versos diferentes. A letra é em primeira pessoa, como se fosse o próprio Nelson cantando sua trajetória. A obra faz referência à diversas músicas compostas por Nelson, como "Folhas Secas" ("Sonhei que folhas secas cobriam meu chão"), "Minha Festa" (Minha festa, teu samba ninguém vai calar") e "Tatuagem" ("Tatuei em meu caminho seletas obras musicais").
- 7. "Parábola dos Divinos Semeadores" (Mocidade)

A faixa da Mocidade é interpretada por Nêgo. A canção aborda as festas ligadas à agricultura como os banquetes em honra à deusa Ísis no Egito; as homenagens à Dioniso regadas à vinho na Grécia; e as saturnálias da Antiga Roma ("Festa de Ísis, a farra do vinho / Em Roma a semente foi brotar"). O samba termina mencionando as festas brasileiras e o carnaval. No refrão principal, o verso "Meu coração vai disparar de novo" faz referência ao samba do ano anterior ("Meu coração vai disparar, sair pela boca"). Os compositores são os mesmos.
- 8. "Imperatriz Adverte: Sambar Faz Bem à Saúde" (Imperatriz Leopoldinense)

A faixa da Imperatriz é interpretada por Dominguinhos do Estácio. O samba versa sobre a saúde e cita símbolos ligados à Medicina ("Uma injeção de alegria / Dividida em doses de amor"), mas também lembra da religião ("A cura pela fé nas orações"). A canção termina com Dominguinhos declarando que "sambar faz bem à saúde", enquanto o coro da comunidade repete o final da segunda estrofe ("Posso ouvir no som da bateria / O remédio pra curar a minha dor").
- 9. "Rio, Azul da Cor do Mar" (Portela)

A faixa da Portela é interpretada por Gilsinho, um dos autores do samba. O samba aborda as grandes navegações na história da Humanidade e cita figuras ligadas ao mar como piratas e Iemanjá ("Nas águas de Iemanjá / Nem pirata aventureiro, nem o rei podem mandar"). Também homenageia o Porto do Rio de Janeiro ("O porto centenário abriu seus braços / Na terra de São Sebastião").
- 10. "O Sonho Sempre Vem pra quem Sonhar..." (Porto da Pedra)

A faixa do Porto da Pedra é interpretada por Luizinho Andanças. A obra faz referência à diversas obras de Maria Clara Machado, como Aprendiz de Feiticeiro ("Um aprendiz de feiticeiro a formular o amor"); O Dragão Verde ("E a princesa recebeu a flor"); Quem Matou o Leão? ("A fera foi pra outra dimensão"); O Embarque de Noé ("Amigo de Deus, Noé entendeu / O mundo em transformação"); A Bruxinha Que Era Boa ("A Bruxa Boa vem aí, eu quero ver!"); O Rapto das Cebolinhas ("O saboroso elixir, eu vou provar!"); A Menina e o Vento (No vento, vendaval da liberdade"), entre outras. Também menciona o Teatro O Tablado, fundado por Clara ("No Tablado consagrando a criação").
- 11. "O Mistério da Vida" (União da Ilha)

A faixa da União da Ilha é interpretada por Ito Melodia, um dos autores do samba. A obra aborda teorias evolucionistas como a ideia de que a vida surgiu na água a partir das cianobactérias ("No fundo do mar eu vi brotar / Se multiplicar a vida"). Em "Somos frutos do mesmo lugar", compositores se referem a teoria de que todas as formas de vida na Terra são originárias de um ancestral comum.
- 12. "O Seu, o Meu, o Nosso Rio, Abençoado por Deus e Bonito por Natureza" (São Clemente)

A faixa da São Clemente marca a primeira gravação de Igor Sorriso em um álbum de samba-enredo do Grupo Especial. A obra exalta as belezas naturais do Rio de Janeiro; cita a reforma urbana de Pereira Passos ("Passo a Passos... Civilização / O modernismo surgiu") e a Bossa Nova ("Minha alma canta de tanta emoção / A bossa embala o 'Tom' da canção"). Igor encerra a faixa declarando que a São Clemente é a primeira escola de samba da Zona Sul da cidade, enquanto o coro grita "uh, é Zona Sul".

## Crítica profissional

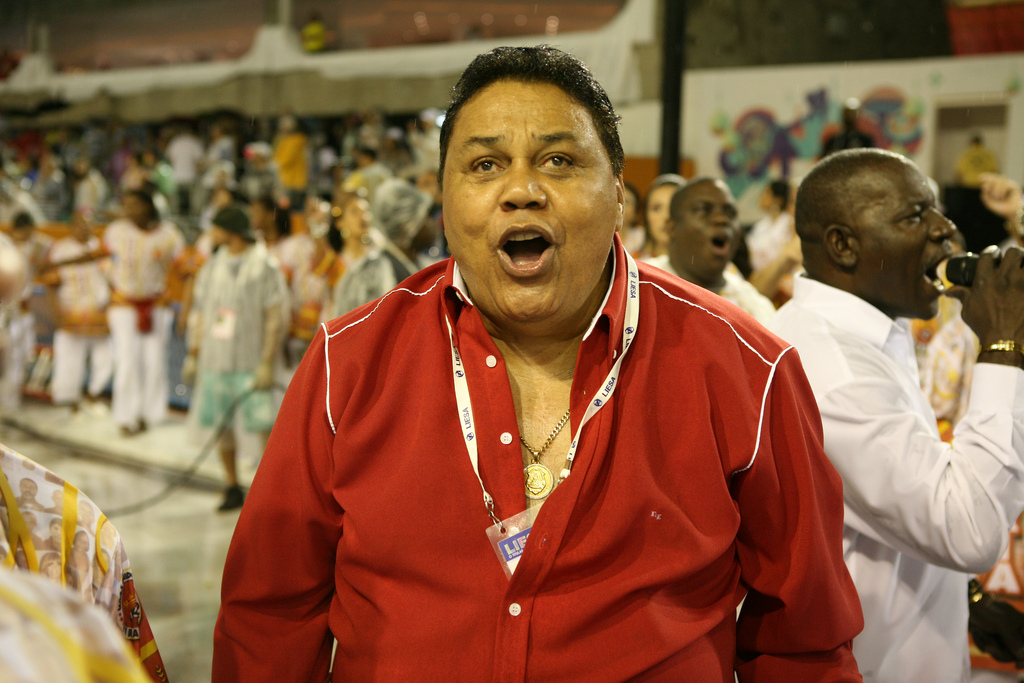
Interpretação de Dominguinhos do Estácio para o samba da Imperatriz foi elogiada pelos críticos.

Leonardo Bruno, do jornal Extra, classificou a safra de sambas para 2011 como "muito fraca". Segundo o jornalista, são "sambas parecidos entre si e pouquíssimo inspirados". Os sambas de Mangueira e Imperatriz foram apontados como os melhores mas, ainda assim, não fazendo jus à tradição das escolas. Leonardo também destacou o desempenho dos intérpretes Luizito, da Mangueira, ("é um puxador que sempre dá gosto ouvir"), Ito Melodia, da União da Ilha ("tem tido ótimos desempenhos em suas gravações"), Neguinho da Beija-Flor e Dominguinhos do Estácio, da Imperatriz ("sobram em suas gravações"). O jornalista deu nota 9,8 para o samba da Mangueira: é "simples, porém bem construído, com melodia gostosa e letra bem trabalhada"; "o refrão principal é muito forte", enquanto "o do meio deixa um pouco a desejar". A obra da Imperatriz ganhou nota 9,7: tem "uma melodia bem trabalhada e que se difere dos demais da safra". Também foi elogiada a bateria de Mestre Marcone ("é a que melhor aproveita os diferentes instrumentos usados na gravação, dando destaque para pratos e cuícas de forma inteligente"). O samba da Grande Rio ganhou nota 9,5: tem "dois bons refrãos e uma boa primeira parte", mas o nível cai na segunda metade. O samba da Vila Isabel recebeu nota 9,4: tem "uma das melodias mais criativas do CD, com idas e vindas, irregular, surpreendente", mas com "bateria acelerada demais na gravação". O samba da União da Ilha teve nota 9,3: "melodia animada, simples, pra cima, convidando o componente a brincar o carnaval". Tem "um bom refrão principal, caindo o nível no do meio". O samba da Beija-Flor recebeu nota 9,2: tem "dois bons refrãos, porém a primeira e a segunda parte mostram uma criatividade muito aquém do esperado". A obra do Salgueiro ganhou nota 9: "Letra criativa", "mas a melodia peca em quase toda a extensão do samba. O refrão principal é fraco, enquanto o do meio consegue ser superior". O jornalista também criticou a divisão da gravação entre os três intérpretes ("cada cantor tem um tom diferente e a agremiação perde em identidade"). O samba da São Clemente recebeu nota 8,9: "samba simpático, porém sem tantas qualidades". A obra da Porto da Pedra teve nota 8,8: "uma letra muito mais criativa que a melodia". O samba da Unidos da Tijuca ganhou nota 8,7: "samba regular, com uma melodia interessante em alguns trechos". A obra da Portela recebeu nota 8,5: "o samba peca em sua melodia, que tem poucas variações. Os dois refrãos são medianos". O samba da Mocidade teve a menor avaliação, 8,4: "samba fraco, que conta o enredo de forma direta, porém em letra pouco inspirada. A melodia também não enche os ouvidos".
Os editores do site especializado Sambario criticaram tanto as gravações quanto a safra de sambas. Para Marco Maciel, "o que se percebe no CD 2011 são os destaques para a voz do intérprete e, principalmente, do coral, que na maioria das faixas chegam a abafar a bateria". Segundo João Marcos, "só se consegue ouvir os instrumentos nas paradinhas, cada uma mais acrobática do que a outra, muitas vezes quebrando a cadência dos sambas". O samba da Mangueira foi apontado como o melhor do álbum. João Marcos deu nota 9 para a obra: "tem a cara da Mangueira de antigamente e o refrão de cabeça é arrasa-quarteirão". A Beija-Flor recebeu nota 8,8: "é um samba de muitas variações, em especial a linda entrada da segunda parte". A Grande Rio ganhou 8,5: "samba curto, com boas variações de melodia". O samba da Tijuca teve nota 8,1: "os refrões são muito bons, em especial o do meio". A obra da Vila recebeu nota 8: "a melodia é muito interessante, apesar do andamento acelerado que é ouvido no CD". O samba do Salgueiro também ganhou 8: "simpático, cheio de boas intenções e alguns erros". A obra da São Clemente teve nota 7,6: "letra bem clara, que explica o enredo. A melodia não tem graves problemas, mas também não marca". O samba da Portela recebeu nota 7,5: "a letra tem uma escorregada ou outra, mas é didática e o samba está muito bem gravado e ajustado ao intérprete". A Porto da Pedra ganhou nota 7,3: "letra complexa demais para o enredo simples e fácil". A obra da Imperatriz teve nota 7: "a letra é explicadinha, apesar de não ter grandes sacadas". O samba da União da Ilha recebeu nota 6,8: "é o genérico do genérico". A obra da Mocidade recebeu a menor nota, 6,4: "tirando o refrão principal, o resto do samba é marchinha fraca". Marco Maciel deu nota 9,7 para a gravação da Mangueira: "A segunda parte é primorosa melodicamente". O samba da Beija-Flor recebeu nota 9,5: "O refrão central é primoroso em termos de melodia e letra, o melhor estribilho do ano. A segunda parte mantém a dolência". A obra da Vila também recebeu 9,5: "No CD, foi o samba que mais caiu, mas ainda assim não deixa de ser um dos melhores do ano. A melodia é forte, com um bom número de trechos inspirados". O samba da Unidos da Tijuca teve nota 9,4: "samba simpático e envolvente". O Salgueiro também recebeu 9,4: "samba longo, complexo, repleto de variações melódicas de boa qualidade e de belíssimos versos". A obra da Imperatriz também ganhou nota 9,4 e recebeu elogios pelo seu refrão principal, pela bateria e pela interpretação de Dominguinhos do Estácio. O samba da Porto da Pedra recebeu nota 9,3 e ganhou elogios pela melodia e pela condução do intérprete Luizinho Andanças. A obra da Grande Rio teve nota 9: "Tem poesia simples, até com alguns clichês, e seu melhor momento ocorre no fim da primeira parte". A Mocidade recebeu nota 8,8 e teve como destaque a performance do intérprete Nêgo ("responsável pela boa gravação do CD, que contou com uma bateria cadenciada"). O samba da Portela também ganhou 8,8: "a melhor gravação do CD. Foi o samba que mais cresceu no álbum, graças à excelente atuação de Gilsinho". A obra da São Clemente foi mais uma a receber 8,8: "o maior destaque da faixa, sem dúvida, é a estreia do jovem Igor Sorriso". A União da Ilha teve o samba mais mal avaliado, recebendo nota 8,3: "a bateria, excessivamente acelerada, dá ao samba um quê de marcha em alguns momentos".

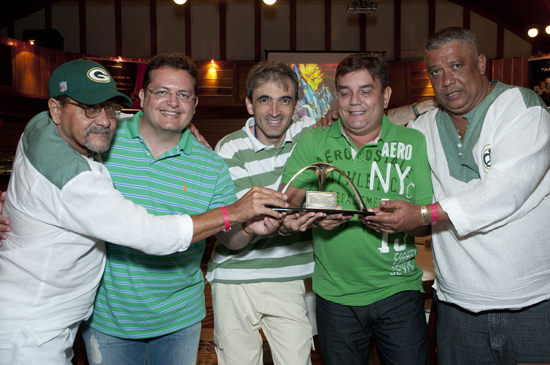
Compositores da Imperatriz recebendo o Troféu Rádio Manchete.

## Desempenho comercial
Com menos de dois meses de venda em 2010 (o álbum foi lançado em 23 de novembro), Sambas de Enredo 2011 foi o vigésimo álbum mais vendido do ano no Brasil. Do seu lançamento até o período de carnaval, o álbum esteve entre os mais vendidos do país, chegando a ocupar a primeira posição do Top 20 Semanal da Associação Brasileira dos Produtores de Discos (ABPD).
| Top 20 - Álbuns mais vendidos no Brasil | Top 20 - Álbuns mais vendidos no Brasil | Top 20 - Álbuns mais vendidos no Brasil |
| Semana                                  | Posição                                 | Ref.                                    |
| --------------------------------------- | --------------------------------------- | --------------------------------------- |
| 13 a 19 de dezembro de 2010             | 1                                       | [ 79 ]                                  |
| 20 a 26 de dezembro de 2010             | 2                                       | [ 79 ]                                  |
| 14 a 20 de fevereiro de 2011            | 2                                       | [ 80 ]                                  |
| 21 a 27 de fevereiro de 2011            | 2                                       | [ 80 ]                                  |
| 28 de fevereiro a 6 de março de 2011    | 1                                       | [ 81 ]                                  |

## Os sambas no carnaval

### Premiações
O samba da Imperatriz foi o mais premiado de 2011. Abaixo, as premiações recebidas por cada samba:
- "Imperatriz Adverte: Sambar Faz Bem à Saúde" (Imperatriz)

1. Estandarte de Ouro [6]
2. Gato de Prata [88]
3. Troféu Rádio Manchete [89]

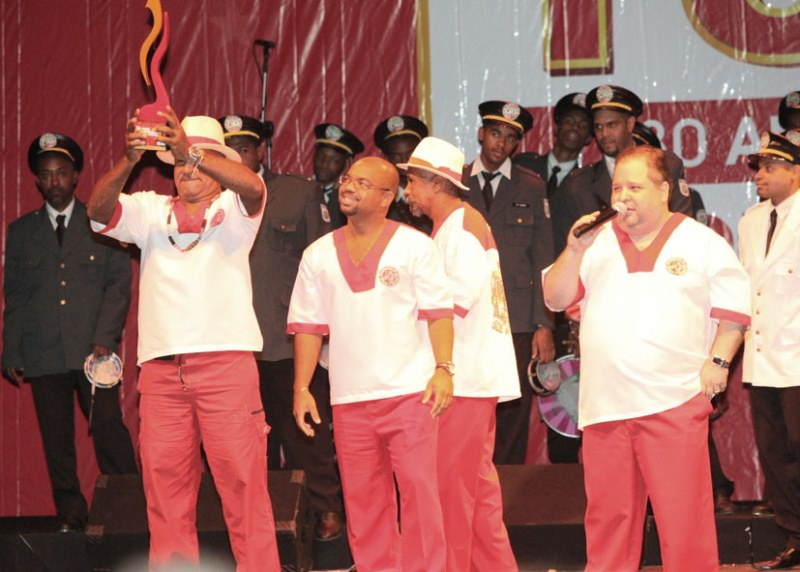
Compositores do Salgueiro recebendo o Troféu Tupi.

- "O Filho Fiel, Sempre Mangueira" (Mangueira)

1. Plumas & Paetês Cultural [90]
2. Troféu Sambario [91]

- "A Simplicidade de Um Rei" (Beija-Flor)

1. Estrela do Carnaval [92][93]

- "Y-Jurerê Mirim - A Encantadora Ilha das Bruxas" (Grande Rio)

1. Tamborim de Ouro [94]

- "Salgueiro Apresenta: O Rio no Cinema" (Salgueiro)

1. Troféu Tupi Carnaval Total [95]

## Créditos
Ao processo de elaboração do álbum se atribui os seguintes créditos:
| - Produtor fonográfico: Gravadora Escola de Samba LTDA. (GRAVASAMBA) - Direção artística: Zacarias Siqueira de Oliveira - Produção: Laíla e Mário Jorge Bruno - Apoio à produção: Gleide Mota Trancoso e Genilson Barbosa - Coordenação do projeto: Denise Romano (Universal Music) - Gravado por: MW Musical (Ao vivo na Cidade do Samba, Rio de Janeiro, RJ) - Unidade móvel: Spectacle - Monitoração: MZ Áudio - Responsável técnico: Dominique Chalhoub - Assistentes técnicos: Wallace Novais e Diego Alves - Técnico de monitor: Jairo dos Santos - Gravado por: William Luna Jr. e Mário Jorge Bruno - Assistentes técnicos de gravação: José Sartori "Magrão" (Cidade do Samba) e Douglas de Souza (Cia. dos Técnicos Studios) - Efeitos (Faixa 1 - Unidos da Tijuca): José Sartori "Magrão" - Mixagem: Cia. dos Técnicos Studios - Mixado por: Mário Jorge Bruno - Assistentes de mixagem: Douglas de Souza e José Sartori "Magrão" - Edições e back-up: William Luna Jr. - Coordenação de estúdio: Eusa Alves - Masterizado na Cia. dos Técnicos Studios por: Guilherme Medeiro - Edição digital: Matias Correa | - Making off: Diamante Produart - Câmeras: Diamantino e Leonardo Queiróz - Editor: Leonardo Queiroz - Projeto gráfico: Fabiano Feroli e Alberto Vilar (LA Studio) - Revisão: Luiz Augusto - Arte da capa: Fabio Oliveira - Foto da capa e da contracapa: Henrique Matos - Arregimentação das escolas de samba: Zacarias Siqueira de Oliveira - Arregimentação, harmonia e percussão: Genilson Barbosa - Arranjo / regência: Alceu Maia (faixas 5, 6, 8, 9, 10, 12) e Jorge Cardoso (faixas 1, 2, 3, 4, 7, 11) - Base - Cavaquinho: Rafael Prates, Alceu Maia e Paulinho Soares "Galeto" - Violão de sete cordas: Luiz Felipe de Lima e Carlinhos 7 Cordas - Percussão e efeitos: Binho Percussão e Paulinho Hemen - Violão de doze cordas, bandolim e cavaquinho (complemento de harmonia): Ricardo Calafate - Teclado (Faixa 3 - Beija-Flor): Moisés Pedrosa - Mestres de bateria: Casagrande (Unidos da Tijuca); Ciça (Grande Rio); Rodney (Beija-Flor); Átila (Vila Isabel); Marcão (Salgueiro); Guiney (Mangueira); Berreco (Mocidade Independente); Marcone (Imperatriz); Nilo Sérgio (Portela); Thiago Diogo (Porto da Pedra); Riquinho (União da Ilha); e Gil (São Clemente) - Coro da comunidade: Todas as escolas |